# Godefroi Hermans
Godefroi Hermans, né à Vorst, dans la Campine brabançonne, le 10 novembre 1725, et décédé le 13 juillet 1799 à Haren, est un chanoine religieux prémontré des Pays-Bas méridionaux, abbé de Tongerloo, de 1780 à 1799.

## Biographie

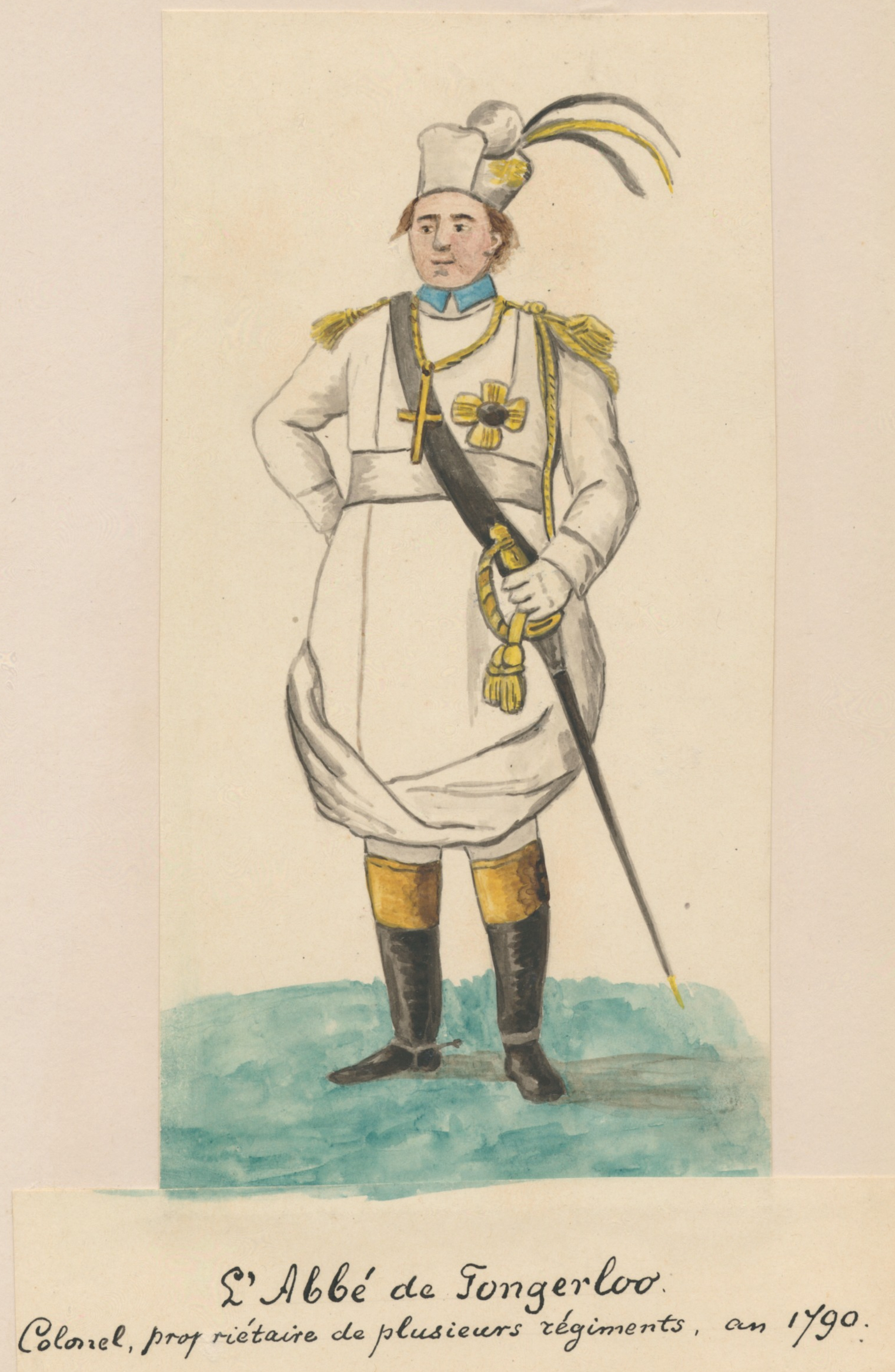
Godefroi Hermans, abbé de Tongerloo, colonel-propriétaire de plusieurs régiments.

Godefroi Hermans prononce ses vœux le 23 mai 1747 à l'abbaye de Tongerloo. Il exerce plusieurs tâches tant à l'intérieur qu'à l'extérieur de l'abbaye.
En 1780, à la mort du prélat van Deullieven-Eynde, le chapitre de l'abbaye élit trois candidats qui sont présentés au gouvernement. L'impératrice Marie-Thérèse fixe son choix sur Godefroi Hermans et le nomme abbé le 17 juin 1780. Lorsque, à la suite de la suppression de la Compagnie de Jésus en 1773, les Jésuites doivent quitter leur maison professe d'Anvers, Hermmans recueille les pères bollandistes et leurs bibliothèques à Tongerlo et permet à la société des bollandistes de continuer son travail hagiographique,.
Député aux États du duché de Brabant, il s'y fait remarquer à la suite de son opposition aux réformes de l'empereur Joseph II. Étant à la fois père-abbé et colonel-propriétaire de plusieurs régiments (dragons de Tongerloo, hussards et volontaires) levés sur les terres de l'abbaye, il fut caricaturé très souvent par les Autrichiens et par les Allemands. Au XIXe siècle, Jean-Baptiste Madou avait copié l'une d'elles. Les dragons de Tongerloo avaient comme uniforme : chapeau noir, habit vert à distinctifs écarlates, gilet, culotte, buffleteries ivoire. 
L'attachement profond de nos pères à leurs traditions et à leurs privilèges avaient provoqué, dès 1787, une vive opposition aux mesures de soi-disant modernisation de Joseph II qui cherchait à exploiter le sentiment religieux à des fins politiques (le joséphisme inspiré du fébronianisme et du gallicanisme).  
Hermans participe activement à la révolution brabançonne. Il se fait nommer aumônier général de l'armée où il se fait connaître en bénissant les drapeaux. Il soutient également financièrement la révolte. En 1789, à la suite de l'expulsion des troupes impériales des Pays-Bas autrichiens, il est nommé par les États du Pays de Brabant pour participer à l'établissement du Traité d'union des États belgiques unis. Son nom figure parmi ceux des signataires de ce traité le 11 janvier 1790.   
Le 6 décembre 1796, lors de l'invasion des Français, l'abbé et les religieux sont chassés de Tongerloo par les troupes de la République française. Au moment de la dispersion, Godefroi Hermans dirige 118 religieux. Après ce dernier combat, il se retire dans la maison pastorale de Haren près de Bois-le-Duc où il décède en 1799.
Anselme Beke lui succéda pour diriger les chanoines.